# New Enterprise Associates
A New Enterprise Associates (NEA) é uma empresa de capital de risco com sede nos EUA. A NEA concentra-se em estágios de investimento que vão desde o estágio de sementes até o estágio de crescimento em uma série de setores da indústria. Com mais de vinte bilhões em ativos sob gestão, a NEA era a maior empresa de capital de risco do mundo em 2007.

## Descrição
A empresa está sediada em Menlo Park, Califórnia e Washington, D.C. e tem escritórios adicionais em Baltimore, Bangalore, Pequim, Boston, Bombaim, Nova Iorque, San Francisco e Xangai.
Desde a sua fundação, a NEA investiu em quase mil empresas e realizou mais de 650 eventos de liquidez (com mais de 250 IPOs de empresas do portfólio e mais de trezentas aquisições de empresas do portfólio).
A NEA foi fundada em 1977 por C. Richard (Dick) Kramlich, Chuck Newhall e Frank Bonsal. Kramlich havia trabalhado com o renomado capitalista de risco Arthur Rock em 1969 e Frank Bosnal era banqueiro de investimentos da Alex. Brown &amp; Sons, onde ele se concentrou em ofertas públicas iniciais (IPOs) para empresas iniciantes. Chuck Newhall já havia administrado um fundo de investimento para T. Rowe Price na década de 1970. A empresa foi fundada com escritórios na Costa Leste e na Costa Oeste. Entre os primeiros investimentos da empresa estava a 3Com, que a NEA apoiou junto com Mayfield Fund e Jack Melchor em 1981.
O primeiro fundo de investimento da NEA tinha apenas dezesseis milhões de dólares em capital. O segundo fundo da empresa arrecadou 45 milhões de dólares e o terceiro fundo arrecadou 125 milhões de dólares em compromissos de investidores em 1984. A empresa continuou a crescer de forma constante ao longo dos anos 80 e início dos 90, levantando novecentos milhões de dólares de 1987 a 1996 nos quatro próximos fundos da NEA. Começando com a NEA-8 em 1998, a empresa aumentou consideravelmente o tamanho de seus fundos de investimento. O décimo fundo da NEA tinha 2,3 bilhões de dólares em compromissos com investidores em 2000. Depois de levantar 1,1 bilhão de dólares mais modesto em 2004 para o décimo primeiro fundo da empresa, a NEA arrecadou 2,3 bilhões de dólares e 2,5 bilhões de dólares para os próximos dois fundos, respectivamente. Em 2010, a NEA lançou seu décimo terceiro fundo de investimento com 2,5 bilhões de dólares em capital de investidores, o maior desde a crise financeira de 2007-08. Em 2012, a NEA fechou seu décimo quarto fundo de investimento com 2,6 bilhões de dólares em capital de investidores. Em abril de 2015, a NEA fechou seu décimo quinto fundo de investimento com 3,1 bilhões de dólares em capital de investimento — o maior fundo de capital de risco já levantado. Em junho de 2017, a NEA fechou seu décimo sexto fundo de investimento, com 3,3 bilhões de dólares em capital de investimento — novamente o maior fundo de capital de risco já levantado.
Em 2018, o ex-CEO da General Electric, Jeff Immelt, ingressou na empresa como um parceiro de risco.

## Investimentos
Os investimentos da empresa incluem Formlabs, Masterclass, 23andMe, 3com, Appian, Bitglass, Bloom Energy, Box, Braintree, Boingo Wireless, Box, Buzzfeed, CareerBuilder, Caremark Rx, Jogos CCP, Climate Corporation, Cloudflare, Coursera, Cvent, Desktop Metal, Diapers.com, Drop, Duolingo, Enigma, Fetchr, Forter, Fusion-io, Groupon, Gilt Groupe, Grupo de Poupança Global, HealthSouth, Houzz, Jet.com, Juniper Networks, A Empresa de Aprendizagem, Lot18, Macromedia, Tecnologias MapD, MongoDB MuleSoft, Nicira, Opower, Pentaho, Aumentar Mercado, Mercados Robinhood, Salesforce.com, ScienceLogic, Corporação Internacional de Fabricação de Semicondutores, Smartcar, Snap Inc., Spreadtrum, Swiftype, Tableau Software, Tribune dos Jogadores, Tempus, Quociente de Ameaças, TiVo, Topera Medical, Toutiao, Uber, UUNET, Vonage, WebMD, Workday, ZeroFOX e Zuoyebang.